# Ликата, Артуро
Арту́ро Лика́та (итал. Arturo Licata; 2 мая 1902, Кастроджованни — 24 апреля 2014) — итальянский долгожитель, который в возрасте 111 лет, 136 дней 13 сентября 2013 года стал старейшим живущим верифицированным мужчиной в мире после смерти Салустиано Санчеса. До этого, 30 марта 2012 года он стал самым пожилым итальянцем после смерти Джузеппе Мирабелла, а 7 сентября 2012 года — старейшим живущим мужчиной в Европе после смерти 111-летнего испанца Франциско Фернандеса. После смерти Юзефа Ковальского с 7 декабря 2013 года Ликата был старейшим участником вооруженных конфликтов XX века.

## Биография
Артуро Ликата родился 2 мая 1902 года. В семье было шестеро детей: четыре брата и две сестры. Когда Артуро исполнилось девять лет, он пошел работать на шахту, а позже был призван на военную службу в армию Италии.
В 1936 году принимал участие в итальянском вторжении в Эфиопию.
В молодости, вследствие отсутствия в те годы железнодорожного сообщения, Ликата каждый день проходил пешком по 22 километра. Он работал шахтером, условия труда в те годы были очень опасными и вредными для здоровья. Позже Ликата работал в противотуберкулезном диспансере, после чего занялся своим бизнесом. Его трудовая деятельность длилась более 60 лет.
У него было семеро детей: Паоло, Сальваторе, Розарио, Консеттина, Джузеппина, Люсия, и Гаэтано (умер в 2000 году). Ликата также имеет восемь внуков и четыре правнука. Его жена Роза умерла в 1980 году, когда Артуро было 78 лет. Несмотря на плохой слух и зрение, он оставался в добром здравии примерно до мая 2013 года. По состоянию на сентябрь 2013 года он был прикован к постели. Последние годы жизни проживал в городе Энна на Сицилии (Италия).
Последний участник Второй Итало-Эфиопской войны.
Скончался 24 апреля 2014 года.